# Micah Richards
Micah Lincoln Richards, född 24 juni 1988 i Birmingham, är en engelsk före detta fotbollsspelare (försvarare).
Richards gjorde sin professionella debut när han var 17 år, som inhoppare mot Arsenal i oktober 2005. Under november 2006 gjorde Richards debut i det engelska landslaget. Han var då 18 år och 144 dagar gammal; den yngste försvararen någonsin att bli kallad till att spela i det engelska landslaget.
Richards båda föräldrar härstammar från Saint Kitts och Nevis.
Richards skrev den 17 juni 2015 på för Aston Villa FC efter att ha nekat kontrakt från bl.a. Sunderland. Kontraktet skrevs på 4 år och han anslöt till laget 1 juli. I juli 2019 meddelade Richards att han avslutade sin spelarkarriär.